# I.O.I
I.O.I (кор. 아이오아이; также известные как IOI или Ideal Of Idol, читается как Ай.О.Ай) – южнокорейская временная гёрл-группа, сформированная в 2016 году компанией CJ E&M через реалити-шоу Produce 101 от телеканала Mnet. Группа состояла из 11 участниц, набранных с разных агентств: Лим Наён, Ким Чонха, Ким Сечжон, Чон Чэён, Чжоу Цзецюн, Ким Сохе, Ю Ёнчжон, Чхве Ючжон, Кан Мины, Ким Доён и Чон Соми. Дебют состоялся 4 мая 2016 года с мини-альбомом Chrysalis, и в течение почти целого года они осуществляли промоушен в качестве полноценного коллектива и его юнита.
С 20 по 22 января 2017 года была проведена серия концертов Time Slip – I.O.I, ставшая последней активностью группы на одной сцене. Они официально расформировались в конце января, и каждая участница вернулась в своё агентство

## Карьера

### Май 2016 года: Дебют сChrysalis
Официальный дебют I.O.I состоялся 4 мая с мини-альбомом Chrysalis и синглом «Dream Girls». На следующий день они выступили на M! Countdown, также представив композицию «Knock Knock Knock». 11 мая Чеён вернулась в DIA, чтобы подготовиться к камбэку коллектива в июне.
27 мая было объявлено, что летом I.O.I будут продвигаться в качестве юнита, а участницы будут задействованы в личных проектах; расформировка группы планируется в конце января 2017 года. 7 июня также сообщили, что Седжон и Мина вернулись в Jellyfish Entertainment для подготовки к дебюту в составе группы Gugudan.

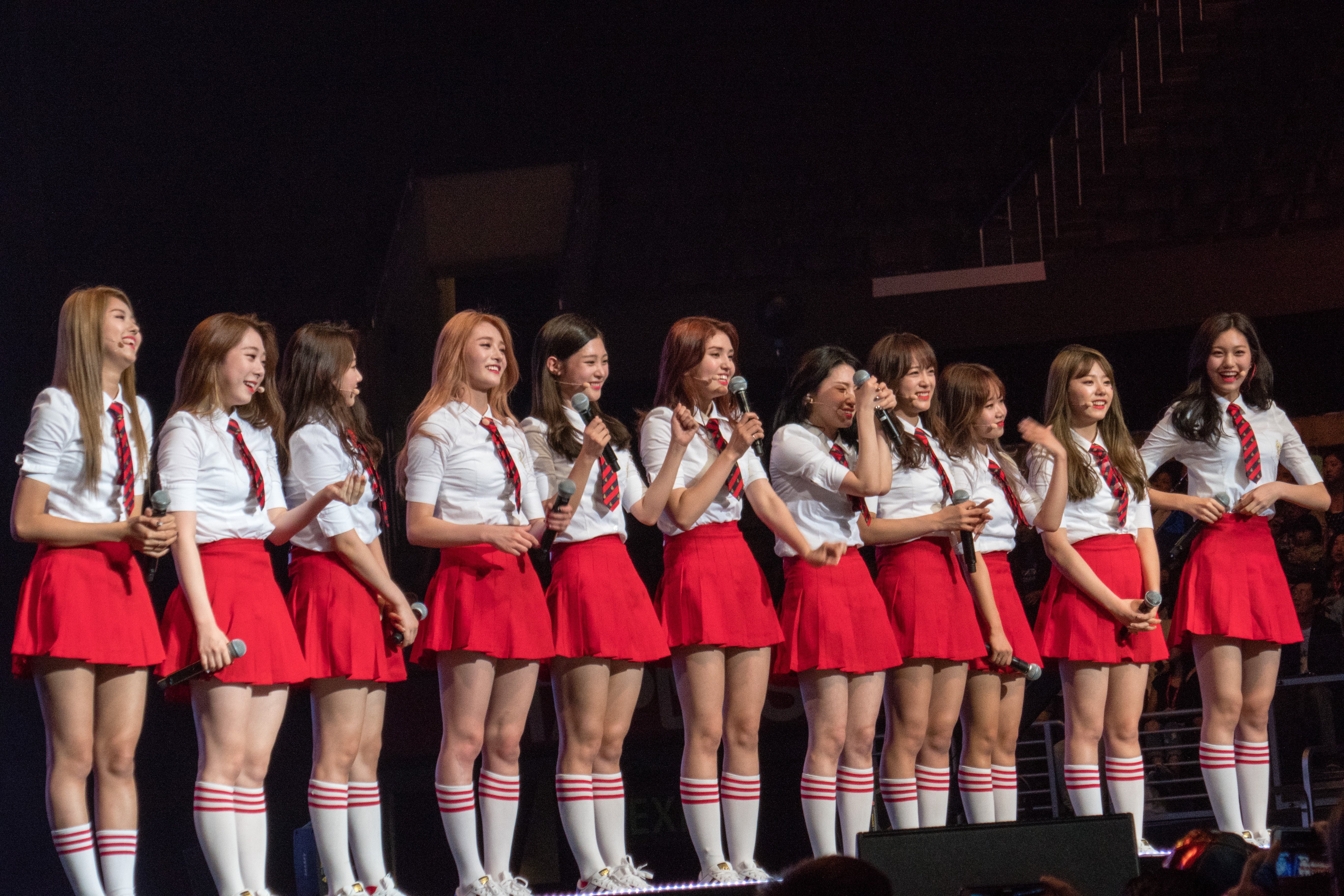
I.O.I на фестивале KCON, июль 2016 года

### Август 2016 года: Продвижение с «Whatta Man» и «Hand in Hand»
10 июня YMC Entertainment объявили, что Наён, Чонха, Джу, Сохе, Юджон, Доён и Соми будут выступать как саб-юнит I.O.I со вторым релизом в течение лета. 20 июля группа завершила съёмки видеоклипа и занялась подготовками к предстоящему промоушену.
9 августа был выпущен сингл «Whatta Man». Хореографию ставила Чонха, в то время как на постановку претендовали сразу три команды. 15 августа состоялся релиз цифрового сингла «Hand in Hand», являющегося ремейком гимна Летних олимпийских игр 1988 года.

### Октябрь 2016 года: Продвижение сMiss Me?
11 октября было анонсировано название нового мини-альбома – Miss Me? Он стал последним релизом группы в полном составе перед расформировкой в конце года. 16 октября на Mnet был показан специальный камбэк, а в полночь состоялся релиз альбома и видеоклипа на сингл «Very Very Very (너무너무너무)». 26 октября они впервые одержали победу в Show Champion.

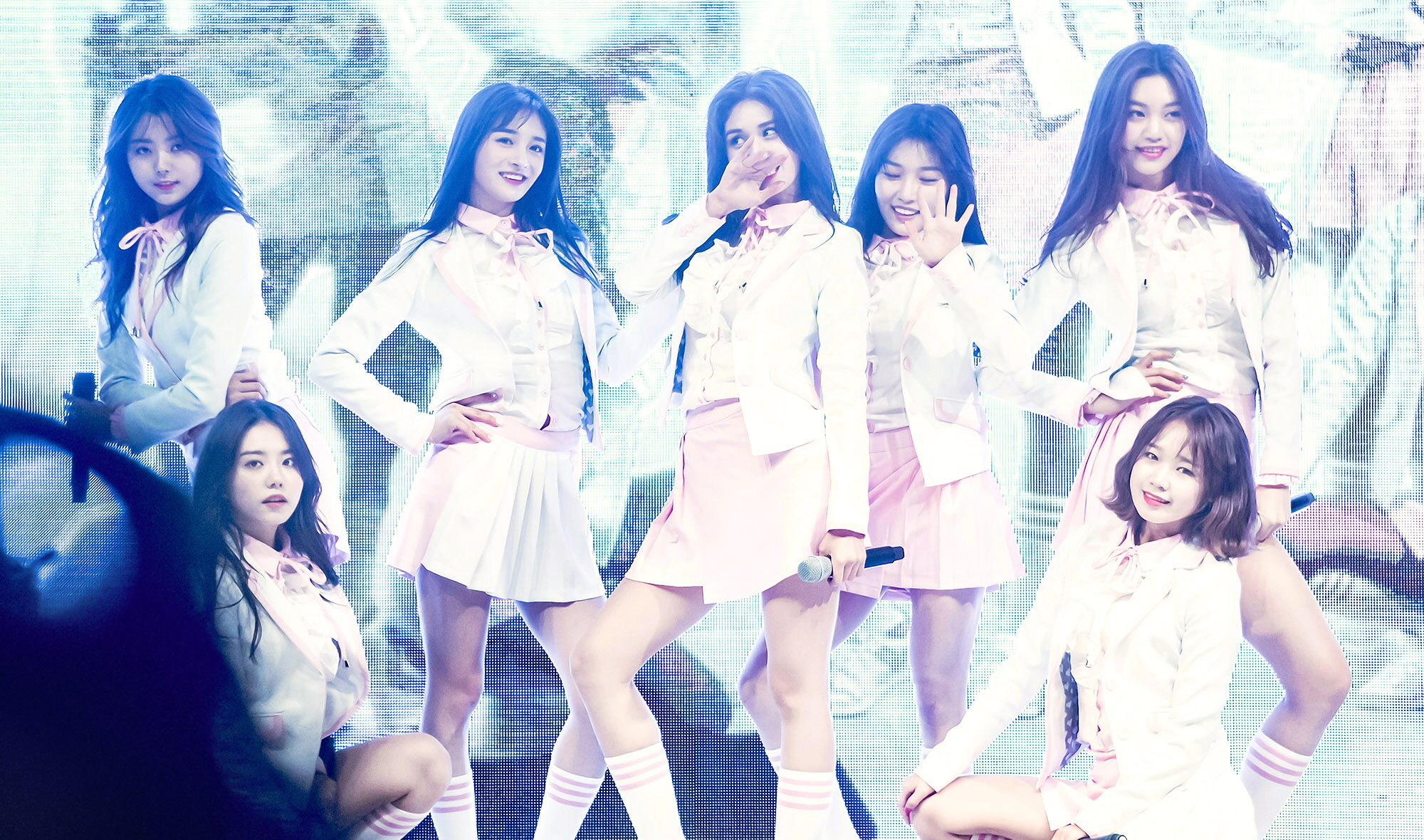
Юнит I.O.I в декабре 2016 года

### Январь 2017 года: Последняя активность группы и расформирование
В период с ноября по декабрь 2016 года группа участвовала в различных развлекательных программах.
17 января 2017 года YMC анонсировала, что финальным синглом группы станет баллада «Downpour», написанная Уджи из Seventeen. Композиция была выбрана всеми участницами. Релиз песни и видеоклипа состоялся в полночь на следующий день. С 20 по 22 января I.O.I провели концерты в Jangchung Gymnasium, где в мае 2016 года состоялся их дебютный шоукейс. Последней совместной деятельностью коллектива стала фотосессия для школьного бренда Elite вместе с Pentagon. Официально группа перестала существовать 29 января, а 31 января было закрыто их фан-кафе. В тот же день было объявлено, что последний сингл одержал победу на Inkigayo.

### Запланированное воссоединение группы
1 июля 2019 года Studio Blu подтвердила, что группа вернется в октябре 2019 года с девятью участницами, за исключением Ю Ёнчжон и Чон Соми 6 сентября запланированное возвращение было отложено до декабря. 29 октября возвращение было отменено из-за конфликтов расписания между участницами и продолжающимися полицейскими расследованиями манипуляций голосов Mnet.
4 мая 2021 года, в 5-ю годовщину дебюта группы, группа (за исключением Мины и Цзецюн) участницы провели прямую трансляцию воссоединения. Цзецюн удалось присоединиться к прямой трансляции с помощью видеовызова.

## Участницы
| Псевдоним | Псевдоним | Настоящее имя                | Настоящее имя     | Дата рождения | Национальность            | Позиция в группе                                             | Нынешняя деятельность                        |
| Русский   | Хангыль   | Русский                      | Хангыль/китайский | Дата рождения | Национальность            | Позиция в группе                                             | Нынешняя деятельность                        |
| --------- | --------- | ---------------------------- | ----------------- | ------------- | ------------------------- | ------------------------------------------------------------ | -------------------------------------------- |
| Наён      | 나영      | Им На Ён                     | 임나영            | 18.12.1995    | Республика Корея          | Лидер, главный рэпер, саб-вокалистка                         | Pristin (2017–2019), актриса                 |
| Чонха     | 청하      | Ким Чон Ха                   | 김청하            | 09.02.1996    | Республика Корея          | Главный танцор, ведущая вокалистка                           | Сольная певица                               |
| Сечжон    | 세정      | Ким Се Чжон                  | 김세정            | 28.08.1996    | Республика Корея          | Главная вокалистка                                           | Gugudan (2016–2020), Сольная певица, актриса |
| Чэён      | 채연      | Чон Чэ Ён                    | 정채연            | 01.12.1997    | Республика Корея          | Саб-вокалистка, вижуал                                       | DIA                                          |
| Джу       | 周        | Чжоу Цзецюн (Чу Кёлькён)     | 周洁琼 (주결경)   | 16.12.1998    | КНР                       | Ведущий танцор, вокалистка, вижуал                           | Pristin (2017–2019), Сольная певица, актриса |
| Сохе      | 소혜      | Ким Со Хе                    | 김소혜            | 19.07.1999    | Республика Корея          | Саб-вокалистка, вижуал                                       | Сольная певица, актриса                      |
| Ёнчжон    | 연정      | Ю Ён Чжон                    | 유연정            | 03.08.1999    | Республика Корея          | Главная вокалистка                                           | Cosmic Girls                                 |
| Ючжон     | 유정      | Чхве Ю Чжон                  | 최유정            | 12.11.1999    | Республика Корея          | Ведущая вокалистка, ведущий танцор, ведущий рэпер            | Weki Meki                                    |
| Мина      | 미나      | Кан Ми На                    | 강미나            | 04.12.1999    | Республика Корея          | Ведущий танцор, саб-вокалистка, рэпер                        | Gugudan (2016–2020), актриса                 |
| Доён      | 도연      | Ким До Ён                    | 김도연            | 04.12.1999    | Республика Корея          | Вокалистка, вижуал                                           | Weki Meki                                    |
| Соми      | 소미      | Чон Со Ми (Энник Соми Доума) | 전소미            | 09.03.2001    | Республика Корея · Канада | Лицо группы, ведущая вокалистка, ведущий рэпер, центр, макнэ | Сольная певица                               |

## Дискография

### Мини-альбомы
- Chrysalis (2016)
- Miss Me? (2016)

## Концерты
- Time Slip – I.O.I (2017)

## Фильмография
Реалити-шоу
- Produce 101 (2016)
- Standby I.O.I (2016)
- LAN Cable Friends I.O.I (2016)
- I Miss You Very Very Very Much Show (2016)